# 张学友
張學友（英語：Jacky Cheung Hok Yau；1961年7月10日—），香港男歌手、演員和音樂人，在華人社會有「歌神」稱號。隨著1992年被香港媒體获封為香港乐坛「四大天王」之一，張學友進入歌唱事業巔峰時期。1994年，獲《告示牌》（Billboard Music Awards）稱為亞洲最流行歌手，而他在1995年的唱片銷量超越麥當娜，僅次於米高積遜。因他的唱片高銷量而進入了環球唱片美國總公司在2000年選出的1990年代巨星名人堂。當時他亦曾被美國《時代雜誌》列入亞洲最有影響力的50位人物之一。他在香港坐擁超過70首冠軍歌曲；於台灣市場亦擁有三張銷量均過百萬的華語唱片專輯，於華語樂壇影響力甚大。張學友擅長演繹多種音樂風格，後嘗試R&B樂風和爵士樂，甚至以歌劇唱法來詮釋樂曲。
電影演出方面，張學友共拍攝超過70部電影，其塑造的角色形象讓他在該領域有所成績，他在喜劇、劇情片以及文藝片方面多次獲香港電影金像獎以及臺灣電影金馬獎的最佳男主角和最佳男配角提名。其中於1989年，憑藉電影《旺角卡門》獲得香港電影金像獎的最佳男配角獎，隨後在1990年，憑藉電影《笑傲江湖》獲得臺灣電影金馬獎的最佳男配角獎。2002年，參演電影《男人四十》一舉摘得印度國際電影節的影帝稱號。
除演藝事業外，張學友熱心公益慈善，於1998年當選香港十大傑出青年；1999年榮登世界十大傑出青年。

## 早年生活
張學友的父親張作琪（1932年生，2007年2月16日逝世）是天津市塘沽区西沽牌坊人，任水手；張學友的母親是浙江省嘉兴县王店镇人，父母在1949年前夕在逃港潮移民英屬香港，張學友尚有親屬於嘉兴，但已無親屬於塘沽。他有一胞兄名叫張學智，但因為錢債關係已經多年沒有來往。
張學友先後分別自北角官立小學下午校、聖約翰男女英文書院、崇文英文書院北角分校畢業，並在此後曾任職香港貿易發展局、政府統計處助理外勤統計主任和香港國泰航空公司票務處。1983年，張學友在無綫電視（TVB）長壽節目《歡樂今宵》的〈盡顯才華Sing聲星〉比賽演唱關正傑《遲早是一對》，但沒有得獎。直至1984年，在朋友的鼓勵下參加十八區業餘歌唱大賽，憑一曲《大地恩情》，獲得192分高分；從50,000餘名參賽者脫穎而出，獲得首屆十八區業餘歌唱大賽冠軍。

## 歌唱事業

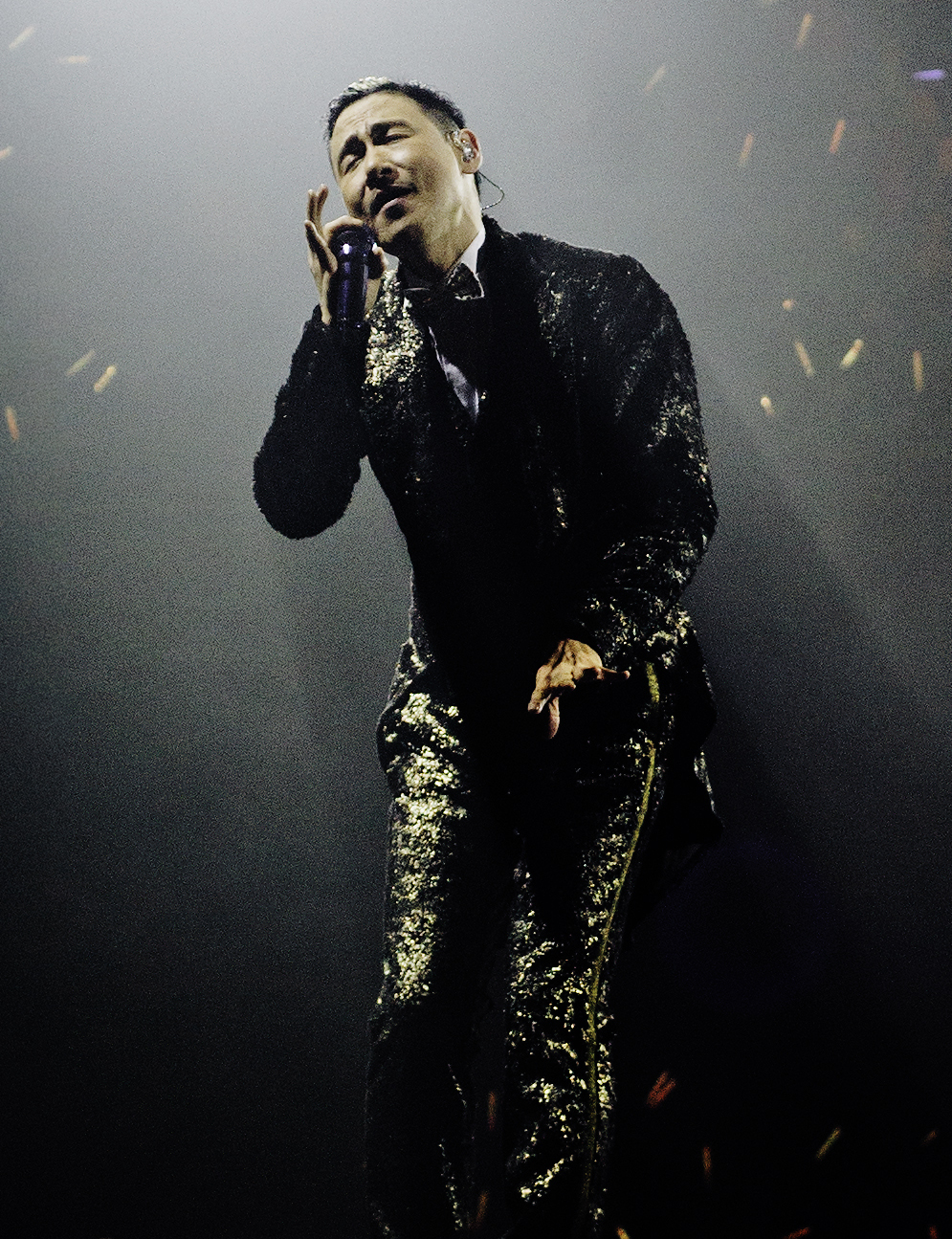
張學友於2018年2月4日登上學友・經典世界巡迴演唱會演出

### 嶄露頭角
獲得十八區業餘歌唱大賽冠軍後，時任電視廣播有限公司（TVB）藝人經理的馮美基首先將張學友羅致旗下。隨後，張學友也在1984年12月與當時頗具影響力的唱片公司寶麗金唱片公司簽約並成為旗下歌手。1985年4月，張學友發行首張專輯《Smile》，在香港銷量高達20萬張，達到四白金，並憑藉《情已逝》、《Smile Again 瑪莉亞》等多首冠軍歌曲成為當時香港樂壇炙手可熱的新晉歌手之一。他在當時被認為是「正派歌手」關正傑的接班人；在此後的歌手生涯中，他亦因出色聲線以及正面、健康的社會的形象而多次被選定為公益事業和政府機構主唱歌曲。1986年1月5日推出第二張唱片《遙遠的她AMOUR》依舊熱賣，銷量高達五白金25萬張，其中《月半彎》及《遙遠的她》也成為了經典粵語流行歌曲。其後第四張錄音室專輯《相愛》中的《藍雨》和第六張錄音室專輯《Jacky》中的《太陽星辰》等經典粵語流行歌曲也陸續推出。
出道早期，張學友與呂方共同被唱片公司重視，二人於1986年第二次在香港紅磡體育館（簡稱「紅館」）舉行一連數場的《86雙星演唱會》，成為當時香港青年一代的人氣偶像歌手。接著張學友又在1987年於紅館舉行一連6場（1987年8月1日至8月6日）的個人演唱會，作為新晉歌手，在1980年代香港樂壇的鼎盛時期能脫穎而出並能被寶麗金唱片公司重視，得以在紅館一連舉行6場演唱會，場場爆滿，對當時的香港流行音樂領域是個不小的震動。出道後的張學友被有“金牌經理人”之稱的陳自強看重，並在影壇刻意栽培，為他今後在電影領域取得成功打下良好基礎。張學友與陳自強於1990年代中期結束經理人合約，兩人的友誼持續至今。而當時寶麗金的幕後製作團隊亦成為張學友在樂壇生涯中長期的合作夥伴，包括歐丁玉，鄭東漢等人。
張學友在1980年代初出道即在樂壇走紅，被樂評人認為是具備相當音樂實力和潛力成為明日樂壇巨星的新晉歌手。

### 低潮時期
在1987年8月初於紅館成功舉行一連六場的演唱會後，張學友隨即受到兩起事件的影響而重創其形象，也成為張學友音樂事業低潮時期的開始。同年9月13日凌晨，張學友與羅美薇駕車在開往港島的路上與另一輛私家車相撞，其後雙方下車繼而起口角衝突，事後張學友及私家車司機皆因涉嫌公眾地方行為不檢而被警方拘捕，並各以1,000元保釋。同年10月10日，張學友在好友梅艷芳的生日派對上疑似醉酒，而將蛋糕擲向多位嘉賓，違背了梅艷芳在事前聲明禁止擲蛋糕的規矩，事後張學友也被指控拒絕與梅艷芳合唱以緩解氣氛，引起對方不滿。事件曝光後，張學友在接受記者訪問時拒絕認錯，並表示外界認為其做錯事的說法可笑，其認為「工作時工作，遊戲時遊戲」並非錯事，由於平日工作辛苦，在遊戲時盡情放鬆自己，只是外界媒體將小事誇大。其此言論也隨即引起爭議，被媒體指責其走上串路，甚至被批為「一朝得志、語無倫次」，而其經理人陳自強曾就該事對其加以提點，擔心連串事件破壞其形象。在醜聞的發酵之下，張學友於翌年（1988年）公佈的香港電台1987年度十大當紅人物選舉中落榜，並表示未能得獎會進行自我檢討，認為可能是連串是非影響了其形象並加以改善處事能力。
其原定於1988年2月底舉辦的首次臺灣演唱會，也因應時任總統蔣經國1月逝世而無限期押後。而在唱片銷售量方面，其當時推出的新專輯銷量與上兩年比較已經一落千丈，其在同年3月15日推出的專輯《昨夜夢魂中》銷售量僅有數千張，歌曲流行榜成績不盡人意，而在當年香港數場音樂頒獎典禮上，此前被認為是香港樂壇新晉歌手頭把交椅的張學友也出人意表的一無所獲。此後，張學友開始多次出現在蘭桂坊的酒吧，並染上酗酒的惡習，甚至在電影拍攝的片場也能見其沉迷於酒精，同時媒體也屢次傳出不利於張學友的負面新聞。張學友音樂事業的低潮狀態一直持續到翌年（1989年）因电影演出表现，才重新在事業上的振作，並藉由當年推出的兩張受歡迎的專輯《給我親愛的》及《祇願一生愛一人》，贏得市場認同並獲得業內的好評，也幫助他成功重返香港樂壇一線歌手的行列。
對於張學友的低潮時期，外界媒體也有多種的說法。根據張學友在2006年接受鳳凰衛視的節目魯豫有約的訪問，其表示當時由於年輕氣盛，一夜成名後曾迅速失去自我並迷失方向，在放棄事業上的努力後而形成惡性循環，並對著前途抱有悲觀態度，直接導致其在事業方面上的放棄與被放棄。

### 四大天王時期
1989年至1990年間，張國榮與譚詠麟先後宣布退出香港音樂頒獎典禮，張學友便抓住機會成為寶麗金唱片公司的主打歌手之一。由於1989年4月13日推出的專輯《給我親愛的》獲得理想的銷售量，同年12月15日推出的專輯《祇願一生愛一人》也受眾人矚目，當中《夕陽醉了》為三台冠軍歌，於多個音樂頒獎典禮上獲得獎項，繼承了其前輩譚詠麟在寶麗金唱片公司斂獎的地位。1990年2月，張學友推出了其第四張國語專輯《似曾相識》，在臺灣獲得不俗的銷售量，為其日後在臺灣音樂市場打下良好的基礎；7月23日，張學友推出粵語專輯《夢中的你》，專輯中改編自日本歌手玉置浩二《不要走》一曲的《李香蘭》也成為了華語流行音樂的經典歌曲之一。
1991年1月23日與8月28日，張學友分別推出了《情不禁》與《一顆不變心》兩張粵語專輯，當中收錄於《情不禁》專輯中的《每天愛你多一些》（原曲為日本組合南方之星的《真夏的果實》）成為三台冠軍歌，並於903叱吒樂壇流行榜蟬聯5周冠軍，在港台中文歌曲龍榜獲得2周冠軍，張學友藉此歌曲獲得各大音樂頒獎典禮的多個大奬。並分別在1997年獲得商業電台〈叱吒殿堂至尊歌〉，港台〈金曲廿載十大最愛〉，以及1999年獲得香港電臺〈世紀十大中文金曲〉殊榮。憑藉《情不禁》與《一顆不變心》，張學友，劉德華與黎明在1991年香港各大音樂頒獎典禮上分庭抗禮。1992年三人聯同郭富城被封為「四大天王」，四人對90年代的華語樂壇有着深遠的影響。同年，張學友開始在香港、中國大陸、美國與加拿大等地舉辦巡迴演唱會，並在當時邀請其好友關之琳於是次演唱會香港站中表演一齣音樂短劇。1992年5月13日與11月27日，張學友分別推出了《真情流露》與《愛火花》兩張粵語專輯，而《真情流露》專輯中有九首歌曲曾經登上香港多個音樂流行榜，包括《分手總要在雨天》和與當時的樂壇新人湯寶如合唱《相思風雨中》等數首歌曲多次佔據流行榜榜首位置，成為經典粵語歌曲之一。張學友當年摘得香港藝術家年獎的獎項，並成為香港乃至於華人地區專輯銷售量甚高的歌手之一，也被多個傳媒與業內人士評為唱片銷量保證。

### 巔峰時期
1993年3月5日，張學友推出第五張國語專輯《吻別》，專輯在臺灣、中國大陸、新加坡及其他海外市場大熱，打破了多個地區的唱片銷量紀錄，並在推出後的三年內銷售超過400萬張，令其歌唱事業開始攀上最巔峰，專輯冠軍歌曲包括《吻別》、《情網》、《一路上有你》等三首，其中《吻別》也停留在數個華語樂壇音樂榜數月之久。7月24日，張學友推出粵語專輯《我與你》，延續了《真情流露》的精良素質，成為當年香港大熱唱片之一，並以冠軍歌曲《祇想一生跟你走》為其代表作品。9月起，張學友舉辦其音樂生涯的第二次世界巡迴演唱會——《學與友93演唱會》，舞臺燈光效果卓越，在香港與海外地區具有一定的影響力。11月26日，張學友推出粵語精選專輯《等你等到我心痛張學友精選》，專輯中的新歌《等你等到我心痛》與《總有一天等到你》皆成為經典粵語歌曲。12月，張學友再推出另一大熱國語專輯《祝福》，專輯同名歌曲《祝福》也成為經典國語流行歌曲。
1994年張學友先後推出了大熱粵語專輯《餓狼傳說》及《這個冬天不太冷》、大熱國語專輯《偷心》、由張學友作曲的《這個冬天不太冷》獲頒香港電台十大中文金曲獎，張學友並獲頒全年最高銷量冠軍歌手大獎 ，另於叱咤樂壇流行榜頒獎典禮中，《這個冬天不太冷》獲得四台聯頒的- IFPI唱片銷量大獎。 至此，張學友成為一位受到業內肯定的創作型歌手。
四大天王在1990年代後期（天王封號之後）開始各有發展，並分別獲得了廣泛認可和成功。可以說，天王封號幫助了他們的發展。而張學友被多數人認為是四大天王中有最高歌唱水準的一位，亦是在四大天王時期四人當中獲得音樂獎項最多的一位。然而天王封號的商業炒作形成的壟斷，不但對其他歌手不公平，也令人對他們的真實成就有所質疑。
1995年，為慶祝入行十周年，張學友連續於世界各地進行了100場次的巡迴演唱會，其中在當年10月於紐約的演唱會聖殿麥迪遜廣場花園連續舉行兩場巡演，表演獲得極大的成功；成為了繼羅文之後第二個在麥迪遜廣場花園舉行演唱會的亞洲歌手，演出期間《紐約時報》等美國重要傳媒亦有對華人流行音樂進行介紹，同時，他於香港體育館舉行的34場演出中的第29場中亦曾傳出鋼琴舞臺底部的被安裝定時炸彈事件，隨後他又於澳洲的柏斯、墨爾本、悉尼；紐西蘭的奧克蘭；歐洲的里斯本、鹿特丹、巴黎、倫敦、曼徹斯特、米蘭、慕尼黑；亞洲的台北、高雄、台中、東京、吉隆坡、新加坡、馬尼拉、雅加達；美洲的紐約、波士頓、洛杉磯、三藩市、多倫多、溫哥華、蒙特利爾等城市巡迴演出。他於同年推出了一張銷量驚人的唱片：《真愛新曲＋精選》，主要曲目有《真愛》、《一千個傷心的理由》、《我等到花兒也謝了》和其他精選舊作。當年他的唱片銷量屢創記錄，95年憑《過敏世界》、《三年兩語》、《真愛》、《擁有》4張專輯創下500萬的銷售佳績，並獲得世界音樂獎的兩個獎項，分別是「全球銷量最高亞洲流行樂歌手」以及「全球銷量最高華人歌手」大獎，並由第一代007龐德女郎烏蘇拉·安德斯（Ursula Andress）頒獎。而在發行《擁有》前，唱片公司便宣佈張學友93至95年，以《吻別》、《祝福》、《偷心》、《真愛》4張國語專輯的銷量便達到1000萬。1996年，在其結婚後宣布暫時息影，專注於音樂事業的發展，並開始策劃大型原創音樂劇雪狼湖，另外與香港管弦樂團和香港指揮家葉詠詩合作舉行數場古典音樂與流行音樂相結合的音樂會。此音樂會的演唱部份收錄於《愛與交響曲》專輯（管弦樂團樂曲演奏部份沒有收錄）。
1996年的音樂劇雪狼湖，認定了他封王的稱號，在1996年度《十大勁歌金曲頒獎典禮》上，奪得《最受歡迎男歌星》，雖然四大天王中他只取得一屆，但足以証明當時樂壇的競爭十分激烈，被廣泛認同。張學友榮獲最受歡迎男歌星、亞太區最受歡迎香港男歌星、金曲金獎三大獎項，成為史上首位「勁歌大滿貫」。同年，張學友繼1991年榮獲叱咤樂壇男歌手金獎、叱咤樂壇我最喜愛的男歌手、叱咤樂壇至尊歌曲大獎、叱咤樂壇至尊唱片大獎之後奪得叱咤樂壇我最喜愛的歌曲大獎，這使其成為史上第一位「叱咤大滿貫」的歌手。
張學友的巔峰時期亦被認為是香港流行音樂對海外產生影响最大的時期，尤其是他成功開拓了龐大的海外市場。當時張學友的唱片銷量亦引起了國際流行樂壇或者媒體的關注，包括美國《時代雜誌》，《商業週刊》。美國最具權威的音樂雜誌《告示牌》（Billboard）在一定的程度上也是因為張學友的崛起而開始關注香港流行音樂。

### 嘗試藝術
1997年，張學友參與策劃、導演並主演了原創音樂劇《雪狼湖》，在香港連續上演42場。當時在香港造成相當的轟動，至今仍是香港音樂劇場次的紀錄保持者，並在2005年推出國語版。張學友在音樂劇公演前亦有奔赴美國紐約學習音樂劇理論課、舞蹈以及試音。在美國時他曾表示：「香港藝人開演唱會已有十多年歷史，觀眾看演唱會的熱情已不如從前，而音樂劇的出現對於觀眾及藝人來說將是一項突破。我認為我的事業發展，到今天是一個時機，可以讓人們認同我做的舞臺劇的時機。」《雪狼湖》的故事情節是一個貴族的兩姐妹被一個普通園丁的個性所吸引，故事情節較為通透。包括張學友所飾演的男主角胡狼在內主角共有3位，而曾經飾演過第一女主角寧靜雪的藝人有林憶蓮、陳嘉露、陳松伶、湯燦、許慧欣等，飾演過第二女主角寧玉鳳的藝人有陳潔儀、陳松伶等。亦有一些批評者認為《雪狼湖》中的表演成分過於靠攏流行音樂，但該劇卻首創華人音樂界的歌劇流行音樂形式，其中專輯《不老的傳說》亦為華人歌手第一個以歌劇流行樂形式發行的唱片。在2001年，僅僅出道15年多，已被頒發香港電台十大中文金曲最高榮譽“金針獎”，張學友參與由陳可辛導演的歌舞電影《如果·愛》，其在電影中有部分歌曲運用了西方的歌劇唱法，獲得廣泛的好評，在當年的威尼斯電影節上更是得到了來自意大利音樂電影專家的認可，他亦是第一個嘗試並獲得成功的歌劇流行音樂的華語歌手。《雪狼湖》後，他亦有對傳媒表示將開始籌備另一部音樂劇，並將專心轉向幕後製作。

### 成為唱作人
2002年張學友開始舉辦了一連超過50場的世界巡迴演唱會，命名為《張學友音樂之旅Live演唱會》。此次演唱會張學友延續1999年的《友個人演唱會》，繼續注重整體音樂效果，並將大部分的經典歌曲重新配樂，獲得一定程度上的好評。演唱會於2003年在香港舉行壓軸篇，並發行CD以及DVD。
2003年，其利用SARS期間的賦閒創作大量歌曲，並於2004年年初發行其個人的第一張完全創作唱片《Life Is Like A Dream》，唱片中一些歌曲亦有特別意義，如單曲《給朋友》是唱給其2003年在不同時期分別去世的好友張國榮、梅艷芳、柯受良等人，《搖瑤》是為他長女而作，《講你知》則是其為其妻子羅美薇而作。唱片在香港推出後獲得一致好評，其中《講你知》、《給朋友》等曲更是曾經一度占據各大排行榜榜首。張學友亦曾表示該張唱片是所有自己唱片中其最驕傲及喜愛的一個作品。
2004年秋，其與拍檔歐丁玉、杜自持在香港會展中心新翼合作一場公益演唱會《活出生命LIVE演唱會》。演唱會大部分歌曲均是選擇其他歌手原唱，由張學友重新翻唱，由於只上演一場，所以在演唱會結束後並未引起轟動。直到演唱會的CD與DVD發行後，銷量一路長紅，更令許多樂迷感嘆張學友演繹的他人音樂的能力之強令人嘆為觀止。唱片在2004年年底亦獲得IFPI國際唱片協會的香港唱片最高銷量大獎，而久未出席音樂頒獎典禮的張學友亦罕見的出現在頒獎現場領獎，同年更奪得叱吒樂壇唱作人金奬。
2006年11月，多哈亞運會組委會在亞運會的官方網站上宣布邀請四名歌手出席於12月1日舉辦的亞運會開幕式，張學友是其中之一。張學友在最後一個表演環節於數萬名鼓手的伴奏下壓軸出場唱出賽會主題曲《Together Now》。組委會當時以「The most popular Asian performer in the world, from Hong Kong, China - Jacky Cheung!」（「全世界最受歡迎的亞洲歌手－來自中國香港的張學友！」）來介紹張學友出場。他此前被普遍認為是一個在東亞及東南亞地區有影響力的歌手，但在西亞國家卡塔爾方面邀請其成為如此重要活動的主題曲演唱者後，可以看出其知名度及影響力亦已覆蓋全亞洲地區。

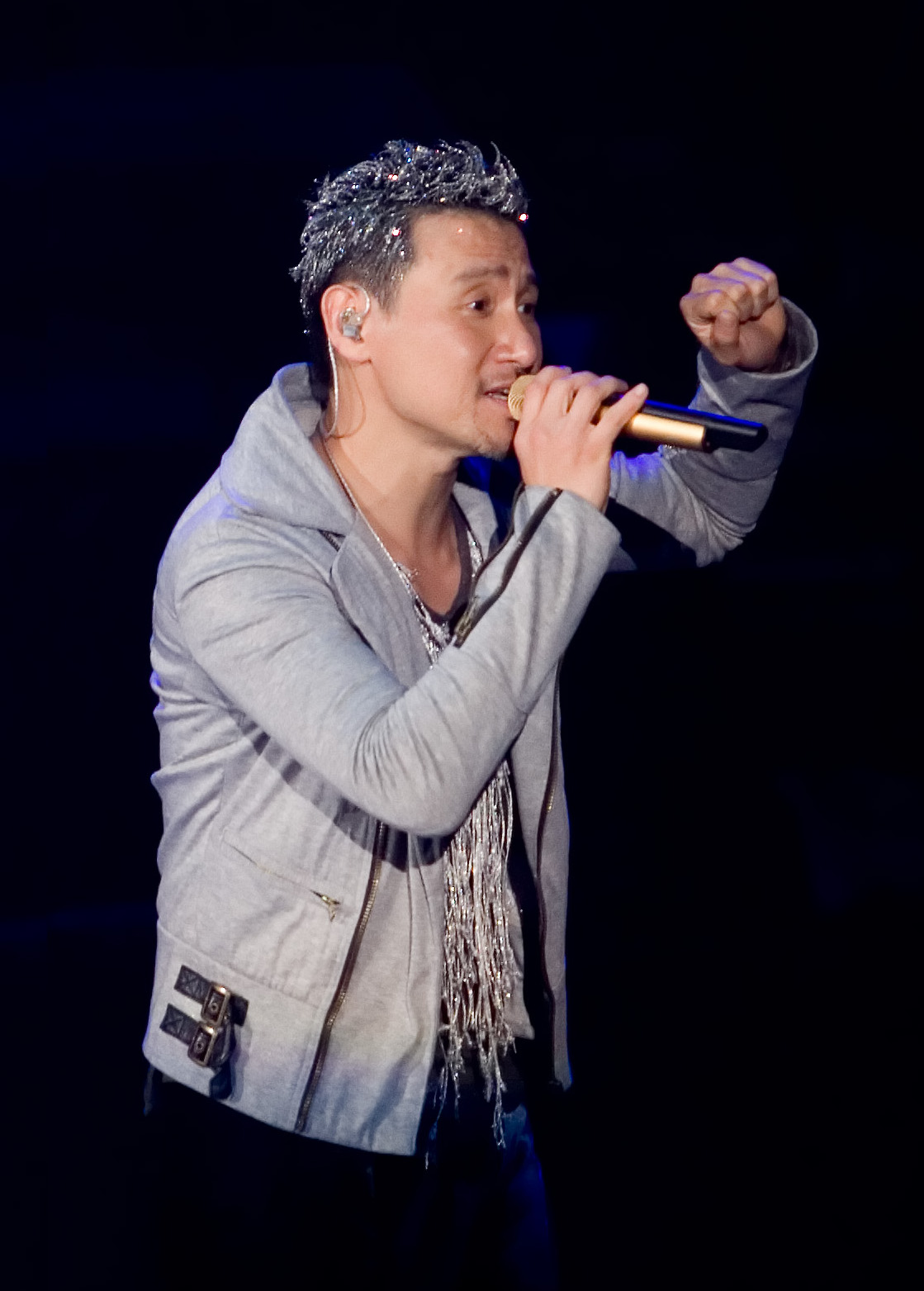
2007年7月，學友光年世界巡迴演唱會新加坡站

2007年2月18日-2008年2月3日，他所舉辦的學友光年世界巡迴演唱會在世界各地進行共105場，再破他的演唱會場數紀錄。演唱會在各地掀起搶票高潮，尤其在中國大陸以及台灣引起不小的轟動。

### 嘗試不同類型音樂
2010年1月29日，他推出了粵語流行音樂史上第一張爵士樂風唱片《Private Corner》，該張唱片與美國著名音樂人洛珊·西門等多國詞曲家共同合作，並將唱片送至德國壓制，美國混音，環球唱片公司甚至在日本為該專輯唱片推出了華人歌手歷史上首張“玻璃CD”。在他新專輯發行的同時，因為TVB與四大唱片公司發生版稅糾紛，作為環球唱片旗下歌手的張學友的歌曲禁止出現在所有與TVB相關的媒介中，導致新唱片宣傳出現一定的困難，但在唱片發行前夕的記者招待會中，TVB高層“製作資源部”總監樂易玲亦有到場支持。隨後張學友破天荒的使用廣東話接受了亞洲電視的訪問，並表示：“樂壇不應該有臺壟現像”，“頒獎典禮歌手表演時插播廣告是不尊重歌手的行為”，以及不贊同TVB“無故封殺歌手”的做法，而亞洲電視本港台的六點鐘新聞更是罕見的播報了張學友接受採訪的片段，並用“本港四大唱片公司早前表明，旗下歌手可以用廣東話接受本港各間電視臺的訪問和出席節目，本港歌手張學友同意有關的做法”來做新聞引言。2010年1月30日，張學友被香港電臺邀請出席十大中文金曲頒獎音樂會，由於TVB的高清翡翠台與港臺互相綁定直播協議，張學友亦有演唱他新唱片中的作品《迷你》。當他演唱時，全體歌手亦有起立，以示對他的尊重與支持，TVB在直播中不得不播出該次節目，張學友亦巧妙的獲得了在TVB的宣傳的機會。
2010年12月臨近聖誕節，張學友爵士曲風的歌曲“Everyday Is Christmas”（“每一天都是聖誕節”）在歐美國家廣受歡迎，與眾多其他西方流行樂巨星的聖誕歌曲一同入圍Nokia的Ovi全球付費音樂下載的前十名（Ovi Top 10），成為了第一位有歌曲進入Ovi Top 10的華人歌手。2014年，美國著名樂隊Earth, Wind & Fire重新翻唱這首歌，並收錄到他們的新專輯《Holiday》中；這亦是第二個西方知名樂隊翻唱張學友的作品，另外一個是來自丹麥的搖滾米高樂隊Michael Learns To Rock在2002年翻唱他的作品《吻別》。
同年12月，他開始新一輪的世界巡迴演唱會：《張學友1/2世紀世界巡迴演唱會》，演唱會多採用室內場地，保證演出效果；同時亦掀起各地的搶票高潮。2012年5月，演唱會於香港結束世界巡迴演出；巡演的146場演出在77個城市進行，並在18個月內完成，總觀眾人數超過280萬人次，再次打破了由他自己保持的紀錄，更以2010年12月30日至2011年12月29日期間，觀眾總數2,048,553人，締造了「12個月內巡演現場觀眾人數最多」的健力士世界紀錄。
2012年，十大中文金曲大會特別設立了一個“三十五周年榮譽大獎”以嘉許他成為歷屆獲得最多金曲的歌手，再次藉此勉勵其他音樂人以張學友為榜樣，努力推動樂壇向前發展，由香港廣播處處長鄧忍光頒發，全體歌手以及嘉賓亦有起立向他致敬。
2014年12月，他在時隔7年后再次推出國語大碟《醒著做夢》。這張專輯曾於英國的著名錄音室艾比路錄音室錄製，并融入了多種不同音樂元素；音樂部分99%採用了的真實樂隊進行錄音。唱片在推出以前就備受期待，單曲《用餘生去愛》首先在當年10月釋出后，即成為香港，台灣，新加坡，馬來西亞的冠軍單曲；隨後張學友於第51屆金馬獎頒獎典禮“致電影人”的環節中首次現場演唱歌曲，並由SEMIFUSA室內樂團伴奏；在頒獎晚會后，這首富有感染力的歌曲得到了傳媒與樂迷的好評。《醒著做夢》其中兩首單曲在唱片推出前亦分別在香港、台灣、中國大陸及新馬的線上音樂市場作為宣傳單曲率先推出，亦是張學友個人第一次嘗試這一種新的音樂銷售模式；而在中國大陸市場，騰訊公司總裁馬化騰邀請張學友將唱片作為第一張騰訊網絡正版音樂進行銷售，并同環球公司共同投資約新台幣3億768萬為唱片的網絡銷售進行實體和網絡的推廣。這亦是第一張在中國大陸進行數位同實體音樂結合、試聽同銷售相結合的網際網路行銷推廣管道，成為中國大陸音樂市場的一種全新模式的開始。
2016年10月至2019年1月，張學友舉行《A CLASSIC TOUR 學友.經典》世界巡迴演唱會，演唱會以北京為首站；香港為尾站。是次演唱會再度打破紀錄，合共233場，人數更高達450萬人次，成為全球最高人次的演唱會。2018年，演唱會在內地舉行期間，超過80名逃犯在場館內被拘捕，因此被笑稱為「逃犯剋星」。
2019年4月，张学友演唱的电影《倩女幽魂II：人间道》主题曲《人间道》，由已故音乐人黄霑作词作曲，因歌词暗喻六四事件，遭Apple Music在内的中国大陆境内主流音乐网站全面下架。
2019年7月迪士尼真人版電影《獅子王》國際版主題曲《今夜我屬於愛情》（Can You Feel the Love Tonight）這首歌除了唐納德格洛弗（Donald Glover）和碧昂絲（Beyoncé）合唱的版本以外，迪士尼還特別推出碧昂絲與歌神張學友對唱版本。
2021年6月，張學友相隔六年，再度獻唱粵語歌曲《堅持的意義》，該歌曲為有線電視及香港開電視2020東京奧運會的主題曲，為香港運動員打氣。8月31日，張學友與Gin Lee李幸倪首次合作，合唱歌曲《日出時讓街燈安睡》，並於各大平台推出。9月12日，張學友獲邀為《2021香港小姐競選決賽》表演嘉賓，是繼2001年後，相隔二十年再為《香港小姐》作為表演嘉賓。 
2023年1月，張學友重新翻唱歌曲《日出時讓街燈安睡》，並推出獨唱版，同時亦宣布正準備個人演唱會。2月，張學友推出國語歌曲《又十年》，表達對人生過去的不捨和感慨。3月30日，張學友相隔四年，宣佈舉行第十次巡迴演唱會，取名為《張學友60+巡迴演唱會》，並於6月9日於澳門銀河綜藝館進行首場個唱。
2025年2月23日在海口圓滿完成《張學友60+巡迴演唱會》的第218場演唱會，同時也是他歌唱生涯四十年來的第1,000場個人巡迴演唱會，成為有史以來首位巡迴演唱會場次突破千場的華語歌手，締造歷史

## 演藝事業
張學友在電影演出方面亦有不俗的表現。到目前為止，他共出演70多部電影，作為電影演員，他曾是1980年代至1990年代中期香港電影盛世年代的中堅力量之一。他於2002年獲得印度國際電影節 的「最佳男主角」，另分別於1988年和1990年獲得香港電影金像獎和台灣電影金馬獎的「最佳男配角」，並曾被多次提名角逐金像獎和金馬獎的最佳男主角和男配角。他的戲路非常廣泛，可飾演動作片、文藝片、懸疑片、喜劇等各種戲劇，正反派等角色都能發揮，演技頗獲好評，且要求的片酬不高，但擁有極高的票房號召力，所以又被多位香港電影界人士稱為「最具價值性」和「最物美價廉」的實力派優秀演員。
張學友於喜劇片和文藝片方面都頗有造詣，吳君如和劉德華亦曾評價當他飾演現實生活中的平凡角色時猶如劇本中人物附體一樣。而台灣著名影人陳芷涵在2015年電影《赤道》上映后亦在《中國時報》撰文評價張學友為香港最被低估實力的男演員。

### 1980年代
張學友的第一部電影是自他步入歌壇後的第二年，受邀主演由洪金寶導演的港產電影《霹靂大喇叭》，此後簽約德寶電影公司，并曾出演多部商業電影；包括《痴心的我》、《天賜良緣》、《猛鬼差館》系列及《八星報喜》，其中賀歲電影《八星報喜》於香港收穫超過3700萬港幣，成為1988年年度的全港票房冠軍。
他在演技方面開始受到矚目，始於1988年出演由王家衛導演所執導的香港電影《旺角卡門》，該片是王家衛個人所執導的第一部作品，影片上映後獲得成功，他與王家衛、劉德華、張曼玉、張叔平、劉偉強等日後華語影壇的著名電影人均憑藉此片一鳴驚人，該片在票房及藝術方面均獲得成功，是香港電影1980年代的經典電影之一。戲中他飾演一位不學無術而又自以為是的古惑仔，人物個性極其鮮明，演技獲得電影業內人士一致好評，更以此角色在香港電影的黃金年代摘下第8屆香港電影金像獎的最佳男配角獎，當時他年僅27歲；從影僅僅四年即獲得業內的一致認可；被認為是香港影壇的未來巨星。

### 1990年代
在取得金像獎後，張學友在其電影演員的生涯中一帆風順。在進入1990年代後；他成為王家衛的御用演員之一；並且得到多位香港名導演的垂青。他於1990年出演徐克導演的《笑傲江湖》，在片中飾演東廠走狗歐陽全一角，該角色受到專業人士和觀眾的認可，並在當年他憑藉此角色斬獲臺灣電影金馬獎的最佳男配角獎。同一時間，他亦演出了由吳宇森導演的電影《喋血街頭》，電影當中的角色「輝仔」是吳宇森專程為他量身打造的。他在片中與梁朝偉搭檔並配合默契，雖然當時本片在香港票房不甚理想，但其後在多個國家上映反應良好，尤其在美國，在贏得票房的同時更被許多影迷封為吳宇森的經典電影之一，張學友更是憑藉其在此角色上面精湛的發揮從而獲得1991年香港電影金像獎提名角逐最佳男主角，不過敗於張國榮的《阿飛正傳》。在當界金像獎頒獎典禮中，他亦憑藉《笑傲江湖》以及《倩女幽魂II人間道》被提名角逐最佳男配角獎，成為金像獎歷史上同界入圍提名最佳男主角和男配角最多的演員之一。1992年，他出演由邱禮濤及黃泰來執導的電影《明月照尖東》中太子一角，該角色當時受到觀眾歡迎，成為張學友擔當第一男主角后第一部香港票房近千萬的電影。1993年，張學友演出由王家衛執導的《東邪西毒》，並隨後出演由該片改變而成的喜劇賀歲電影《東成西就》，與梁朝偉、張國榮等其他七名巨星合作並獲得成功，他的角色洪七至今仍舊被影評人及影迷所津津樂道。同年，因為1992年的電影《明月照尖東》獲得成功，電影公司順勢推出續作《太子傳說》，自這個時期因為演技的日益成熟及在電影行業的影響力的加深；他的票房號召力逐漸顯現，在其大部份的電影中開始擔當片中的第一男主角。同期的主要作品有劉偉強與王晶合作的臥底題材電影《新邊緣人》，憑藉在該片中所飾演的角色“黐線力”，張學友再次亦是1990年代最後一次獲得香港電影金像獎的最佳男主角提名，惟最後敗於梁朝偉的《重慶森林》。

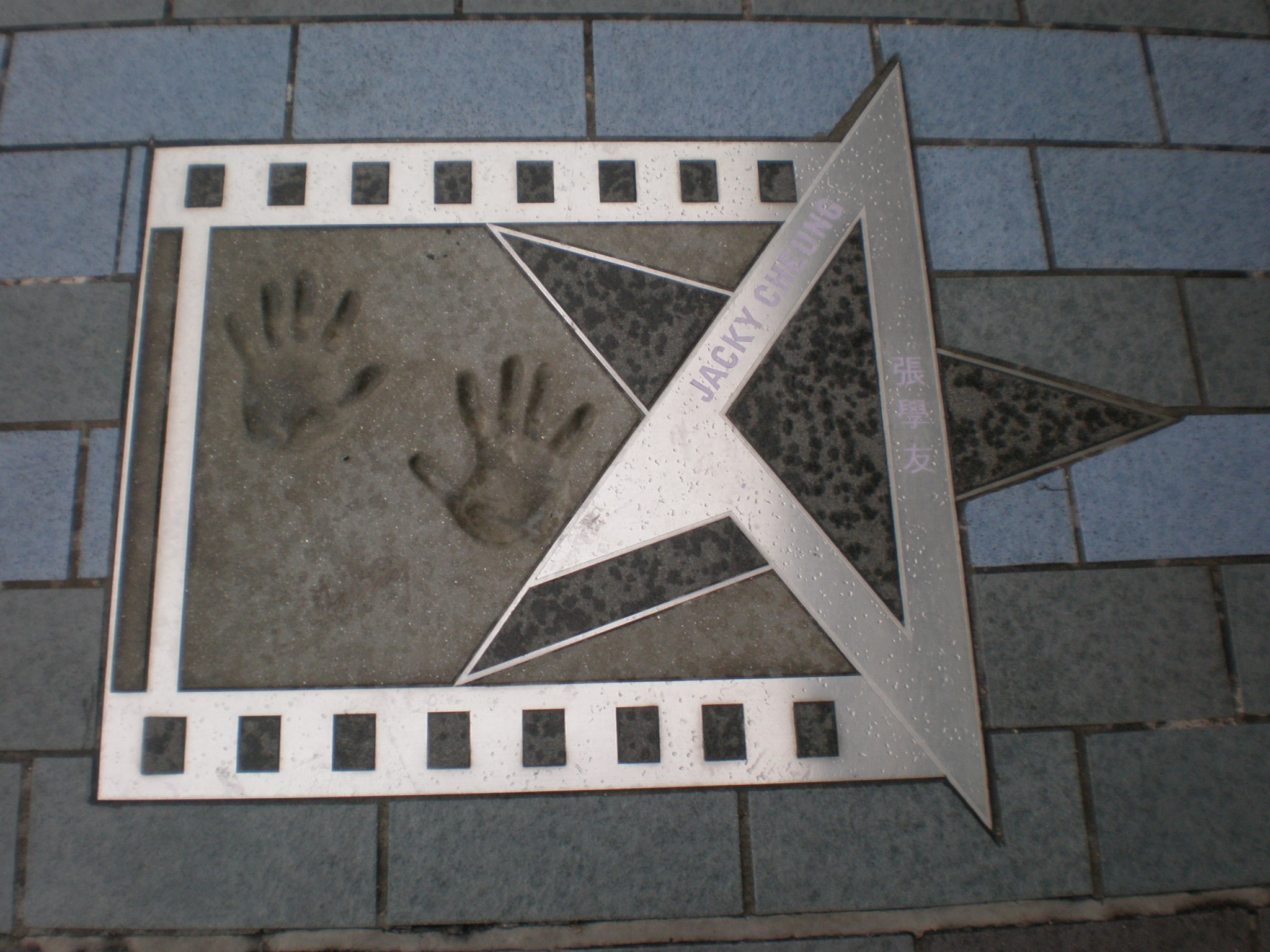
張學友在香港星光大道的掌印以及簽名

張學友與梁朝偉在1990年代早期的合作具有默契，日後兩人更加成為密友。兩人曾合作過的電影有《倩女幽魂3之道道道》、《阿飛與阿基》、《喋血街頭》、《東邪西毒》、《東成西就》等經典港產片。自1990年代中期開始，梁朝偉轉向文藝片市場，而張學友亦在其電影事業的巔峰時期，淡出電影市場開始專注於音樂事業；此後兩人在各自的領域分別取得了巨大的成功。
張學友曾被香港電影金像獎六次提名角逐最佳男主角，三次被台灣電影金馬獎提名角逐最佳男主角，但最終都鎩羽而歸，到目前為止尚無緣金像獎和金馬獎的影帝稱號。

### 2000年代
2001年，他復出拍攝由許鞍華導演所執導的電影《男人四十》。這部電影被認為是1995年許鞍華獲得成功的電影《女人四十》的後的又一大作。電影由岸西編劇，講述40歲的男人所遇到的中年危機及師生戀問題，并涉獵許多歷史文學方面的知識及討論有關內地由於經濟發展對古跡及文化所產生的影響。時年接近40歲的張學友在片中出任男主角，與梅艷芳和林嘉欣搭檔，三人於片中的表演均非常成功，分別在不同的電影節中獲得肯定；其中張學友憑藉林耀國的角色於印度國際電影節稱帝，並第四次獲得香港電影金像獎的提名。
2003年12月，他客串了陳可辛監製、趙良駿導演，好友吳君如主演的賀歲檔電影《金雞2》；并再次於2004年獲得香港電影金像獎及台灣金馬獎的最佳男主角提名，成為這兩個獎項歷史上極其罕見的以客串身份同時取得提名的最佳男演員。雖然仍舊無緣影帝稱號，但是其對表演的敬業精神卻被業內所認可和推崇，此後2004年香港電影金紫荊獎特別只在該屆增設一個「最敬業演員大獎」來特別表彰他在電影表演中的專業精神。
2004年他獲邀拍攝陳可辛執導的歌舞片《如果·愛》，將積累多年的音樂劇元素帶入電影中，再次獲得行業人士及觀眾的認可；其中的主題曲《如果‧愛》由該片的配樂師金培達創作，姚謙填詞，奪得當年香港電影金像獎的最佳原創歌曲獎，亦是張學友第一次摘得該獎。
2007年6月30日張學友獲提名在香港星光大道留下掌印及簽名，掌印編號97；成為受表彰的香港電影工作者之一。
2009年，張學友重返電影行業，接拍由香港著名編劇岸西所導演的電影《月滿軒尼詩》以及夏永康導演的電影《全城熱戀》，而亦有被傳接洽一部由好友陳可辛監製的大製作電影《十月圍城》，但據陳可辛表述，這部將在內地完成的電影不會考慮張學友，原因是張學友是一個過度戀家的藝人，無法抽身長期離開香港。在2009年下半年網路盛傳曾經出現在《十月圍城》片場的張學友出演孫中山一角，但11月27日劇組公佈劇照，顯示其在片中出演楊衢雲一角，並非飾演孫中山。張學友憑藉《月滿軒尼詩》中飾演的角色“將覺來”第五次獲得香港電影金像獎的最佳男主角提名。
除電影外，張學友是少數沒有拍攝過電視劇的香港巨星之一。在他的演員生涯中，到目前為止只有2001年參與客串過華視電視短劇《烈愛傷痕》，他在出道後至1990年代中期曾是TVB合約歌手，曾多次參與拍攝無線電視的音樂特輯，但從未接拍過任何的無線劇集。2009年，他接拍由TVB同邵氏共同出品，好友曾志偉導演的電影《七十二家租客》，這部賀歲喜劇在票房上取得成功，張學友亦將自己的喜劇天賦成功植入到該片，受到好評。

### 2010年代
2012年，在完成一輪為期一年半的大型世界巡迴演唱會後，他應恩師以及香港知名電影人舒琪的邀請，友情演出一部由香港演藝學院師生聯合製作的文藝電影《一個複雜故事》，該片改變自亦舒的同名小說，由江志強及杜琪峰監製，於2013年年初製作完成幷於2014年1月16日於香港低調上映。張學友在該片中的演出再次得到業內的矚目，包括香港知名電影人文雋在內的多個影評人對他在該片中的演出多有讚賞。
2013年，張學友接拍由陸劍青及梁樂民導演的大製作電影《赤盜》。該片在拍攝伊始即被外間傳媒描述為電影《寒戰》的續集，並得到了兩岸三地及韓國傳媒的廣泛關注。該片的劇本早於數年前即完成，而陸劍青及梁樂民亦在當時即將劇本的角色鎖定為由張學友飾演，該角色為香港大學的物理學教授，與飾演反恐特勤隊不同角色的張家輝以及余文樂等人合作摧毀一個國際大型走私武器的計劃。該片於2013年年尾舉行煞科宴，原定於2014年暑期上映，但因故推遲至2015年5月上映。
在《赤道》上映的同時，他接拍一部由袁劍偉執導的文藝電影《暗色天堂》，在片中飾演一位牧師；該片的演員還有林嘉欣、衛詩雅、周家怡、黃秋生和王喜。同年6月，導演王晶透漏七月開機的2016年度賀歲電影《賭城風雲III》將邀請張學友出演一個新角色。而在該片開機后，王晶表示張學友在該片中飾演一位軍火商易天行。
2016年，張學友憑藉電影《暗色天堂》於第35屆香港電影金像獎被提名為最佳男主角，亦是他第六次被金像獎提名角逐影帝，但最終敗於郭富城的《踏血尋梅》，再次鎩羽而歸；其後他再次憑藉該片的出色演繹被第53屆金馬獎提名為最佳男主角，亦是他第三次被金馬獎提名影帝，唯敗於中國大陸演員范偉。

### 2020年代
2022年4月，張學友相隔六年，再度拍攝以海關為轄心的電影《海關戰線》，合作的演員有謝霆鋒、林嘉欣，並於6月完成拍攝，預計於2023年上映。是次亦是繼上一部電影《暗色天堂》後，再度與林嘉欣合作。

## 相關事件

### 失聲事件
張學友一直被鼻病困擾，據他所述是在1990年代初期拍戲受傷留下的後遺症，每當感冒發生就會對鼻子和聲音產生不良影響。這導致了他在2005年12月在臺北市小巨蛋上演音樂劇《雪狼湖》時因感冒而失聲。他在演出前曾對觀眾用沙啞的嗓音講道「實在很對不起大家，因為我的感冒，在排練時候發現狀況不太好。若真的不行，我將會暫停演出。如果真的是這樣，我會比我們任何一個人都會感到難過。無論如何我都想堅持下去。」當演出進行一半的時候，張學友無法再唱下去。他帶領劇中所有演員到舞臺中央向觀眾道歉，承諾會補演一場來彌補在場觀眾，然後又轉身向所有演員鞠躬道歉，並流著眼淚與舞台上的所有演員合唱閉幕曲「愛是永恆」。臺灣的眾多藝人亦支持張學友中斷表演的決定，包括庾澄慶、周杰倫等人。可是，那也對張小燕的媽媽留下陰影，多年後張學友也向她道歉。

### 辭退菲籍女傭事件
2006年，張學友發現其家中菲律賓籍女傭人（香港俗稱「菲傭」）Catacutan Preslyn-saga將張學友與其家人的照片置於其手袋中，其中包括一封私人信件以及其女兒的私人照片。張學友於是報警，警方受理並立刻展開調查，隨後案件交由律政司，控告該名菲傭指她於2006年6月至8月間，在淺水灣道67號怡峰頂樓的一個複式單位內，偷竊僱主張學友的一封私人信件及三張私人照片。被告否認控罪。裁判官遂將案件押後至同年12月7日進行審訊，控方共傳召7名證人出庭作供。張學友在事發前接到多名同事舉報該菲傭有偷竊行為，遂將其辭退，在辭退時發現其手袋內裝有其家庭私人照片及信件。案件開庭審理後裁判官裁定該名菲傭偷竊罪名成立，但沒有足夠的證據顯示其將張學友私人物品以及資料轉賣給媒體，判監6個月。2007年8月9日，香港高等法院決定駁回Catacutan Preslyn-saga的定罪上訴，但將其刑期減至3個月。法官認為信件及相片的物主張學友雖是著名人士，但沒有足夠的證據顯示物品的實際價值，認為裁判官當日考慮量刑時，可能將證物的商業價值誇大，但其偷竊行為不可原諒，遂減刑至3個月，即日開始執行。
一個月後，香港菲傭月刊《Filipino Globe》報導，菲律賓駐港領事館指正在聘用4名菲傭的張學友三年內撤換了21名菲傭，故將他列入僱主黑名單，不讓他再聘請菲傭。最先刊登消息的發行人Reggie Amigo承認，張學友菲傭案在菲傭圈子引起極大迴響，但堅稱刊登這宗報導並非報復。而菲律賓領事館的行動在香港亦引起爭議。張學友回應指他紀錄上沒有解僱那麼多菲傭，當日舉報菲傭後，家裡其餘3名菲傭亦集體請辭。而《Filipino Globe》報導則含糊說張學友三年換了21名菲傭，「當中大部分是被解僱」。事後張學友為當日舉報菲傭一事解釋：「我是受害人，我不明她的動機，事件令家人受到威脅，作為家裡的男人，太太的丈夫，小朋友的父親，為保障家人的安全，我有責任報警處理。」被問及案件是否令他列入黑名單時，他只說：「沒有任何根據，但菲傭都是一個圈子的，不知有沒影響，領事館方面，就不想作任何揣測。」

### 金融海嘯投資失利
在2008年金融海嘯中，張學友因受不住銀行的游說，直接入股投資雷曼兄弟，而非外間傳聞購買迷你債券和累計認購期權（Accumulator），結果損失非常慘重，有傳他共損失高達4000萬港元，迫使他再度復出娛樂圈。但根據曾志偉，胡楓等藝人的表述，其復出只是休息後的再出發，曾志偉更是表示幾千萬的投資對於張學友只是小菜一碟。2013年4月在電視節目《輝哥的饌賞》中，張學友表示對雷曼兄弟的投資只占自己當時投資總額的百分之二，損失甚微，只是一直被媒體過分地誇大。

### 2018年中國内地演唱會多次成捉拿在逃疑犯場合
張學友於2018年在中國内地多個城市舉行演唱會，多個省份的警察均經人臉識別系統，共十次發現有数十名逃犯入場觀賞（截至2018年9月30日），並於演唱會散場時將他們拘捕。至第三次發生同樣事件時，連北京警方都在微博向張學友公開呼籲要多開演唱會，張學友回應稱「無論甚麼人，我想都需要娛樂的」。在10月3日下午举行的一场记者会上，張學友感慨称“其实是国家技术真的太先进了，大家要去做该做的事情，更要为自己做过的事负责”。

### 2022年7月先後發表愛香港宣言與愛中國聲明
2022年7月1日是香港回歸中國25周年紀念日，不少香港藝人拍攝短片表示祝福，其中包括張學友。但張學友在視頻中的祝福語引發一些爭議，張學友的視頻內容為：“香港這25年經歷了很多，高高低低，起起伏伏，但因為我是和這個城市一起成長的，我從這裏出生，從這裏長大，我仍然相信這個城市，仍然希望這個城市會變成一個比以前更加好的城市，香港加油！”
在微博上，有評論批評他的內容沒有提到“祖國”和“回歸”，只提到了“香港加油”。為此張學友通過香港媒體發表聲明，認為無法理解外界批評，以下是張的聲明原文：本人（張學友）覺得我是一個愛國家，愛香港的中國人。作為藝人不涉政治是我的基本原則。我在香港出生香港長大，也希望在香港老死。正因為我跟香港的緣份如此深，我見證了香港最黃金最輝煌的時刻，跟現在的香港比較實在是強差人意。特別在過去的幾年里，香港經歷了黑暴，緊接著疫情，百業蕭條，人心惶惶，香港正是須要努力加油的時候，我聽過“北京加油”、“武漢加油”、“上海加油”…，但“香港加油”卻因為一些犯了錯誤的人用過，“黑色”“黃色”被一些別有用心犯了罪的人穿過，變成了愛國不愛國的標準，成為了“禁語”“禁色”，我個人無法理解。本人是經過香港受國家高速發展而獲益的其中一員，如果這世界真有奇跡，能讓數以億計的貧困人口，脫貧而步入小康的中國，是本世紀最大的奇跡，我更以身為中國人深感驕傲。本人更希望我們中國人是理性的，是以理服人的，在世界人面前展現中國人的風範。所謂聽其言，觀其行，本人是否愛國愛港，自有公論。謝謝大家對本人（一蟻民）的言行的監督，本人會本著身為中國人在大家監督下，繼續努力做一個好人，做一個好歌手。

### 演唱会晕倒
2023年8月13日，张学友在马来西亚举办“张学友60+巡回演唱会”的第三场，演唱期间突然在台上跌倒，随即起身继续唱。張學友表示，從小就有耳水不平衡的問題，每年大概發病1次，40幾歲後頻率就慢慢減少，隔幾年才發作。這次大馬演唱會是頭一次在台上頭暈，好在當下閉眼後隨即舒緩，沒有大礙。。

### 感染新冠而取消3場上海演唱會
2024年3月12日, 張學友於內地舉行《張學友60+巡迴演唱會》，因感染新冠而取消3場上海演唱會。主辦單位昨日發布賠償事宜。如粉絲選擇退票，可憑單據報銷。中國國內機票賠償上限2,000元人民幣；國際機票上限5,000元，再加上海酒店每晚800元。主辦單位同時宣布，學友3場上海騷將會延至明年3月8至10日舉行，粉絲可保留門票等待明年欣賞。

### 感染呼吸道合胞病毒而取消3場台北演唱會
2024年6月7日, 張學友於台灣舉行《張學友60+巡迴演唱會》，因感染呼吸道合胞病毒而取消3場台北小巨蛋演唱會。

## 榮譽與影響
張學友在歌唱事業最顛峰的時期中獲獎無數，其中在《十大勁歌金曲頒獎典禮》中奪得「最受歡迎男歌星」（1996年度）、三次奪得「亞太區最受歡迎香港男歌星」（1994、1997—1998年度）和四次奪得「金曲金獎」（1991—1993、1995年度），也是該頒獎典禮史上獲得最多十大金曲獎的歌手；在《叱吒樂壇流行榜頒獎典禮》連續五屆奪得「叱吒樂壇男歌手金獎」（1991—1995年度）和三次奪得「叱吒樂壇我最喜愛的男歌手」（1996、2000—2001年度）；於1995至1997年度奪得「四台聯頒音樂大獎—傳媒大獎」，連續兩屆成為香港四大音樂頒獎典禮得獎最多的終極大贏家；他在台灣樂壇擁有崇高的地位，是第一個奪取金曲獎的非台灣籍音樂人。
1995和1996年兩度於摩納哥首都蒙地卡羅摘得《世界音樂獎》（World Music Awards) 的「全球最暢銷華人歌手」大獎，也是華人首位；其中更於1996年與米高·積遜，席琳·迪翁，等世界巨星同台表演，令華人流行音樂開始受到歐美樂壇關注。
在2000年度《十大中文金曲頒獎典禮》獲得香港音樂界的最高榮譽大獎—「金針獎」，截至2018年（該次沒有得主）也是年資最淺的得獎者（當時只有15年）。他在華語樂壇的成就不僅令他成為「四大天王」之一，也為他帶來「歌神」的稱號，成為大中華地區的樂壇巨星之一。他較早期的許多歌曲已經成為華語流行音樂的經典，並為許多後輩歌手和外籍歌手所翻唱，而他也是許多後輩歌手和藝人的模仿對像，甚至於在大中華地區的各種歌唱比賽節目中，成為一種“張學友現象”。
他是首位獲得世界傑青的華人歌手；首位獲得Billboard音樂頒獎禮頒發最受歡迎亞洲歌手獎，並多次被世界最具權威性的音樂雜誌－美國的《告示牌》（Billboard）雜誌評選為亞洲最傑出的流行歌手。
在2000年度獲得「金針獎」後，雖然未有像譚詠麟和黎明般刻意宣布不再領獎，但已逐漸淡出香港的音樂頒獎典禮。近期仍舊能夠在IFPI國際歌手銷量（香港）頒獎典禮中看到他的身影。2009年1月，其好友著名填詞人林夕獲得十大中文金曲的最高榮譽大獎金針獎，他時隔數年後再次出現在香港的頒獎典禮，為林夕的獲獎獻唱並向他致敬。
張學友在華語歌壇被稱作「歌神」，其影響力與歌迷覆蓋全球華人社會以及東南亞。日本、南韓和美加，澳洲都有他的華人歌迷協會。九十年代曾經在華人中流行這樣一句話：「有華人的地方就有鄧麗君小姐的歌聲，有風吹過的地方就有張學友先生的音樂回蕩。」在1990年代的美加地區，張學友推出新音樂專輯時，美加地區的一個普通街區的華人唱片店就可以賣出數千張他的唱片。美國具有影響力的雜志之一的商業周刊國際版曾將他的照片設置成為封面並將他形容為亞洲版的，當年他的唱片銷量亦可以與國際頂尖歌手並駕齊驅，成為香港具有國際影響力的藝人之一。
張學友亦曾經與許多世界知名音樂人合作，包括美籍華裔音樂家譚盾、美國著名大提琴家馬友友、加拿大著名女歌手席琳·狄翁（Celine Dion）、英國女高音歌手莎拉·布萊曼（Sarah Brightman）、美國歷史上最為成功的鄉村音樂女歌手芮芭·麥克伊泰，天命真女成員美國著名黑人歌手凱莉·羅蘭，澳洲青年交響樂團(AYO)，Paul Young，凡妮莎·威廉斯，華人知名鋼琴家朗朗等。日本著名音樂人谷村新司曾經形容他為“The king of the Asia pop”("亞洲流行之王")，而《悉尼晨鋒報》(Sydney Morning Herald)，《太陽先驅報》(Herald Sun)等澳洲傳媒亦曾將他譽為“亞洲流行天皇”，“亞洲流行之王”。由於長期保持穩定的高唱片銷量，他曾經連續獲得IFPI唱片銷量最高歌手大獎。許多海外歌手亦曾經翻唱他的作品，如丹麥搖滾組合Michael Learns to Rock曾把《吻別》翻唱成“Take me to your heart”，日本歌手小野麗莎曾直接用國語演唱他的作品《祝福》 ；而世界流行音樂的殿堂級美國著名音樂組合Earth, Wind & Fire亦曾於2014年翻唱他第一首受到歐美市場廣泛認同的英文歌《日日聖誕節》，并收錄於唱片《假日》中，成為主打歌。
2015年，張學友獲演藝學院頒授榮譽院士。2021年，張學友獲香港演藝學院頒授榮譽博士。在博士讚辭中，校方讚揚張學友身為演藝界的殿堂級人物，為人謙遜，提攜後輩不遺餘力，也一直支持香港演藝學院的發展。
近年來他開始致力於提高香港華語流行音樂的品質，多次嘗試不同的音樂風格，並多次呼籲改革香港的音樂各大音樂獎項，通過消除多個頒獎機構的互相競爭從而提高音樂頒獎的權威獨一性，不僅可以避免頒獎機構的競爭打壓到不同的音樂，更加令音樂人與音樂行業直接從中受益。在2004年英國廣播公司曾撰文報導他批評現今華語樂壇注重商業而非品質風氣的文章，他在文中表示現今華語樂壇多數唱片公司只注重對歌手進行快速包裝，而不是培養年輕歌手的音樂質素，當許多歌手迅速躥紅後隨即被拋棄並開始包裝其他新晉歌手，這種不注重音樂質量的樂壇形成了一個惡性循環。他表示:“如果連我們自己的行業都不注重音樂，你就不能指望其他行業乃至社會認真對待我們”。“唱片公司以及傳媒應該幫助並給予年輕歌手更多的時間和機會去將注意力集中在音樂的品質以及製作方面，並鼓勵更多有音樂才華的年輕歌手及音樂人進入行業，這才是音樂工業興盛不衰的長遠之路。”

### 社會影響
他在1998年被選為香港十大傑出青年，次年再獲選為世界十大傑出青年。亦由於其聲望良好，張學友在2004年被任命爲香港迪士尼樂園的名譽大使，2006年年底再次續約，成為高級名譽大使。
2008年5月，張學友參加了2008年北京奧運會的香港區火炬傳遞活動，為115號火炬手，手持來自雅典的奧運聖火於灣仔區香港會議展覽中心段奔跑200米，成為代表香港的火炬手之一，亦是演藝界其中一位代表。
2009年3月，他曾使用過的吉他被Hard Rock Cafe音樂巨星珍藏品名人堂所收藏，次年5月，Hard Rock Cafe位於澳門的酒店開設他的專屬房間，設施包括他的吉他，鋼琴，衣帽等物品，全部所得均會捐獻慈善機構，並同時向奧比斯捐出600,000港元作為善款。在其演藝生涯中，他曾多次出席多個慈善機構宣傳活動並給予大量支持和幫助。由於他良好的社會形像，多次被教育界，政府機構以及慈善機構委任為形像以及宣傳大使。
張學友篤信佛教，曾多次出席在香港，台灣，東南亞地區，中國大陸，甚至於美加地區的佛教慈善活動，並曾演唱多個佛教相關的歌曲。他與聖嚴法師和覺光長老都私交甚篤，曾在聖嚴法師生前多次前往台灣向他請教佛法哲理，此外他與台灣作家侯文詠亦屬至交。他在90年代起亦成為一個虔誠的素食主義者，並積極的向社會宣傳素食對於環境以及個人健康的優點。雖然張學友不像劉德華和郭富城以肌肉線條為名，但他也因在90年代戒掉煙酒和吃素，所以到2024年，他依然沒有小腹。
他長年與多個在港社會福利以及慈善機構保持密切的關係，包括著名影星蕭芳芳所主持的護苗基金，東華三院，社會福利署，學友社以及世界宣明會的飢餓三十人道救援行動和“救助兒童計劃”等。

## 個人生活及評價
张学友哥哥张学智于1993年时在澳门豪赌欠下大笔赌债，随即失踪，张学友曾代为偿还600万元港币巨额债款，因此兄弟決裂。张学友在2002年曾对香港媒体表示，不知胞兄是生是死。直到2007年，張父張作琪喪禮，两人才再度相见，但仍無交流，形同陌路。
张学友於1986年演出電影《痴心的我》，與片中的女主角羅美薇相識並墜入愛河。1987年，正值張國榮和譚詠麟爭鋒時期公開戀情。88年起進入第一次低潮期，而且也染上酗酒問題。1988年至1991年曾經分手。1996年2月15日兩人在英國倫敦註冊結婚，隨後在香港登報告知親友歌迷。現育有兩個女兒，長女於2000年出生，次女於2005年出生。一直以來，兩人樣貌都沒有被張學友公開，但其女兒曾多次在上學途中被香港狗仔隊跟蹤及偷拍，遭到張學友及其他藝人的譴責，直到2008年10月，《東方新地》雜志偷拍到羅美薇與長女購物的照片，至此其女樣貌被曝光，但並沒有引來當時人的任何回應。2016年正式公開長女的模樣。張學友一直以來被外界評價為一個注重家庭多過事業的藝人，近年亦有部分傳媒報道其曾多次抱怨媒體曝光家人的生活，他亦在2005年起訴香港《壹周刊》雜誌誹謗，並獲得勝訴。
另外，梅艷芳與他的妻子羅美薇曾共同上契何冠昌夫婦，成為金蘭姐妹，坊間傳聞梅艷芳與張學友夫婦的親情遠遠超越與自己有血緣關係的親人。著名藝人胡楓，董驃是張學友的契爸，而沈殿霞、陳庭威則是他的誼媽及誼弟，歌手鄭欣宜、林憶蓮、劉美君；商業電臺DJ黃君慧和演員吳婉芳是他的誼妹。
張學友為人隨和、海派，在演藝圈中有眾多好友，其中包括王家衛、梁朝偉、張家輝、劉德華、庾澄慶、沈殿霞、袁詠儀、徐克、梅艷芳（張學友承認《祝福》一曲是送給梅艷芳，因為梅艷芳是牽著他的手離開人世，也是對他打擊最大的已故圈中好友。他也有唱《給朋友》描述他回家時聽到她離世的消息）、張國榮、周星馳、梁家輝、柯受良、歐丁玉、陳慧嫻、杜自持、周潤發、曾志偉、羅文（張學友歌唱生涯初期多次同台表演的前輩級男歌手之一，也有一次嚴重忘詞時由羅文跟唱。羅文離世後也成為扶靈人之一）、張曼玉、關之琳、張惠妹、林憶蓮、劉嘉玲、鍾楚紅、江蕙、舒淇、吳君如、鍾鎮濤、譚詠麟、林子祥、葉蒨文、陳奕迅、鄭東漢、劉偉強、陳百強、李克勤（雖然李克勤在80年代因為同屬寶麗金旗下歌手而與張學友亦敵亦友，但張學友在2014年與周慧敏、容祖兒、譚詠麟等人參演李克勤《無朋友》音樂錄影帶）、李偲菘及林夕（兩人也為他創作《你的名字我的姓氏》，作為他的結婚禮物）等人。因為和藹可親，所以又被大家稱作「好好先生」。張學友亦多次被朋友描述為重感情及重義氣，曾資助好友柯受良完成飛躍黃河的壯舉。梅艷芳的哥哥在2003年梅艷芳逝世後表示，梅艷芳大部分的醫藥費均由張學友秘密墊付。台灣娛樂節目《康熙來了》主持人蔡康永也曾表示憑其直覺張學友是最不像明星的巨星，他訪問過的最貼近生活的巨星。郭富城亦曾經表示：「張學友是娛樂圈最後一個好人」。
1990年代開始後，他曾陸續得到一些如“四大天王”甚至“歌神”的稱謂，但其在多次訪問節目中表示並不喜歡這些稱謂，在早期甚至為這些虛無縹緲的稱謂而感到苦惱，並產生厭煩，在參加香港著名DJ郭利民的訪問節目中，他曾表示“歌神”的封號應該只屬於阿Sam（許冠傑）一人。他更曾戲稱自己的“歌神”是“神經病”的神；喻意自己對音樂的癡狂。2010年2月他在接受香港有線電視專題節目《張學友的音樂起義》訪問中他亦表示，“歌神”的封號更加符合許冠傑，因為他為香港樂壇做出的貢獻實在太大。對於所謂封號，自己現在已經無所謂，不會太認真，看淡一點，一笑而過則好。而當主持讓他評價歌神許冠傑，自己與近來被稱作接班人的陳奕迅時，他亦打趣道“陳奕迅明顯是E神（陳奕迅英文名Eason廣東話諧音），而自己的歌神則是別人隨便講講的，如果真的講神級的人，阿SAM（許冠傑）應該是可以的，我不敢講阿SAM 唱歌是最好的，但是他對樂壇的貢獻，是無可取代的。截至2024年，張學友的合唱歌曲卻遠超陳奕迅和許冠傑的總和。
雖然張學友合唱歌曲眾多，但除了他擔任其它歌手的特別嘉賓，他從來沒有在自己的個唱邀請嘉賓。在2024年的演唱會，他也首次讓全場觀眾合唱《你最珍貴》的女歌手部分。
鄭秀文從自己的第一套電影《飛虎精英之人間有情》與張學友合作從而成為好友，至此多次邀請他做自己的演唱會嘉賓；張學友每次都爽快赴約，因此她稱張學友為“樂壇慈父”。而台灣歌手庾澄慶則稱他為“歌佛”，這一稱號隨後亦被兩岸的傳媒所引用；舒淇更是表示張學友是已經超越了“歌神”的“歌佛”。他也為台語歌后江蕙苦練台語歌，在2009年金曲獎頒獎時演唱《酒後的心聲》，承諾練唱《家後》，到了2015年，江蕙《祝福》告別歌壇演唱會正式獻唱。2021年，經過1年多沒有出席在公眾場合，他為莫文蔚《絕色》演唱會當尾場嘉賓。

### 軼事
- 張學友從2000年左右開始，以左手使用的「蘭花手」手勢，其實是為了克服自己唱慢歌時肢體僵硬的問題。他曾在《康熙來了》透露：他是學習瑪麗亞·凱莉控制音色的輔助方法而演變[143]。

## 重要名銜
| 獲頒年份      | 頒發機構             | 獲得榮譽及名銜                                                  | 參考            |
| ------------- | -------------------- | --------------------------------------------------------------- | --------------- |
| 2021年        | 香港演藝學院         | 香港演藝學院榮譽博士                                            | [ 144 ]         |
| 2015年        | 香港演藝學院         | 香港演藝學院榮譽院士                                            | [ 145 ] [ 146 ] |
| 2010年        | 香港政府             | 上海世博會香港宣傳大使2010年                                    | [ 147 ]         |
| 2004年-2010年 | 迪士尼樂園           | 香港迪士尼樂園 高級名譽大使                                     | [ 148 ]         |
| 1999年        | 國際青年商會         | 世界十大傑出青年                                                | [ 149 ]         |
| 1998年        | 國際青年商會香港總會 | 香港十大傑出青年                                                | [ 150 ]         |
| 1997年        | 時代雜誌             | 亞洲最具影響力的五十個人物                                      | [ 151 ]         |
| 1997年        | 時代雜誌             | 美國時代雜誌－香港主權移交後最具影響力的25大人物                | [ 151 ]         |
| 1996年        | 洛杉磯市政廳         | 美國洛杉磯市榮譽市民證書                                        |                 |
| 1995年        | 三藩市政廳           | 美國三藩市張學友紀念日（每年的10月29日）                        |                 |
| 1995年        | 內華達州議會         | 美國內華達州及拉斯維加斯市（共同）張學友紀念日（每年的2月17日） |                 |

## 工作
- 環球唱片（UMG）董事[3][152]
- CreatorMark Limited I music 負責人
- iMusic Workshop（Studio）負責人
- Ioi limited 負責人

## 音樂作品

### 錄音室專輯
| - Smile（1985年） - 遙遠的她Amour（1986年） - 情無四歸（1986年） - 相愛（1986年） - 在我心深處（1987年） - Jacky（1987年） - 意亂情迷（1988年） - 昨夜夢魂中（1988年） - 給我親愛的（1989年） - 似曾相識（1989年） - 只願一生愛一人（1989年） - 夢中的你（1990年） - 情不禁（1991年） - 一顆不變心（1991年） | - 真情流露（1992年） - 愛火花（1992年） - 吻別（1993年） - 我與你（1993年） - 祝福（1993年） - 等你等到我心痛（1993年） - 餓狼傳說（1994年） - 偷心（1994年） - 這個冬天不太冷（1994年） - 過敏世界（1995年） - 擁友（1995年） - 忘記你我做不到（1996年） - 不老的傳說（1997年） - 想和你去吹吹風（1997年） | - 釋放自己（1998年） - 不後悔（1998年） - 有個人（1999年） - 走過1999（1999年） - Touch of Love（2000年） - 天下第一流（2001年） - 熱（2001年） - 他在那裡（2002年） - Life Is Like a Dream（2004年） - 在你身邊（2007年） - Private Corner（2010年） - 醒著做夢（2014年） |

### 創作
《舊信，舊夢！》是張學友第一首作曲作品，收錄於1989年他的個人大碟《給我親愛的》中。他的創作才華得到業界及市場的認可始於1990年代，其中1994年他譜曲的作品《這個冬天不太冷》不僅成為四台冠軍歌，亦獲得1995年度十大中文金曲頒獎典禮的十大中文金曲獎，這首歌收錄於同名大碟中，時至今日亦成為張學友的經典歌曲之一。1995年，他的兩首作品，《這麼近（那麼遠）》及《過敏世界》收錄於暢銷大碟《過敏世界》中，其中歌曲《過敏世界》突出諷刺香港娛樂傳媒對名人無孔不入挖掘是非的風格，但由於歌詞爭議性太大，反而成為禁曲；而《這麼近（那麼遠）》則成為經典粵語流行音樂之一，2015年亦被容祖兒等歌手所翻唱，而他也有參與翻唱版的MV，也自稱身為作曲人而拍MV是很罕見，也很難得。2000年，為《一路上》(國語版)和《捉迷藏》(粵語版)譜曲，收錄於當年的英語專輯《Touch of Love》中。隔年為《似醉還未醉》譜曲，收錄於當年的粵語大碟《天下第一流》中。
2003年沙士期間他利用閑賦在家的時間創作了一些音樂作品，最終匯總後於2004年推出個人首張唱作專輯《Life Is Like A Dream》，大碟內作品全數由張學友親自譜曲，亦參與了當中四首歌的填詞工作。主打歌曲《講你知》為他一手包辦曲詞，更獲得電台熱播，除了成為四台冠軍歌（包括叱咤903兩週冠軍）之外，更獲得十大歌曲獎。憑這張創作專輯，他首嘗獲得創作歌手獎項，成為「叱咤樂壇唱作人金獎」。雖然他並未有親身領獎，但他的創作成就已備受業界肯定。

## 個人演唱會以及音樂會
- 1987年：《張學友87香港演唱會》
- 1991年：《張學友每天愛你多一些演唱會91》
- 1991年：《浪漫情感演唱會》
- 1993年-1994年：《學與友93世界巡迴演唱會》
- 1994年：《臺北祝福演唱會》
- 1994年：《The Best of Jacky Cheung》
- 1995年-1996年：《友學友95世界巡迴演唱會》（台灣稱為《情緣十載95友學友台灣巡迴演唱會》）
- 1996年：《香港管弦樂團－愛與交響曲音樂會》
- 1996年：《音樂無疆界演唱會》
- 1998年：《樂來月有勁演唱會》
- 1998年：《903 idclub拉闊音樂會1998》
- 1999年：《友個人99世界巡迴演唱會》
- 1999年：《走過1999新歌演唱會》
- 2000年：《數碼通完全學友演唱會》
- 2001年：《903 idclub拉闊音樂會2001》
- 2002年-2003年：《張學友2002音樂之旅世界巡迴演唱會》
- 2003年：《台北好久不見音樂會》
- 2004年：《給朋友音樂會》
- 2004年：《活出生命LIVE演唱會》
- 2007年-2008年：《學友光年世界巡迴演唱會》 (中國大陸巡迴名稱為《張學友好久不見中國巡迴演唱會》)
- 2010年：《張學友Private Corner迷你音樂會》
- 2010年-2012年：《張學友1/2世紀世界巡迴演唱會》
- 2015年：《醒著做夢音樂會》
- 2016年-2019年：《A CLASSIC TOUR 學友.經典世界巡迴演唱會》
- 2023年-2026年：《張學友60+巡迴演唱會》

## 演出作品
張學友曾參與拍攝了七十餘部電影。其中1986年拍攝電影《痴心的我》而結識現在的妻子，亦是著名演員的羅美薇。曾於1989年憑電影《旺角卡門》所飾演的角色「烏蠅」獲得金像獎最佳男配角，亦於1990年憑藉電影《笑傲江湖》得到台灣電影金馬獎的最佳男配角。亦曾經多次獲得金像獎及金馬獎最佳男主角的提名。2003年憑藉電影《男人四十》摘得印度國際電影節的影帝。

### 音樂劇
- 1997年：《雪狼湖》
- 2004年-2005年：《雪狼湖 (國語版)》

### 廣播劇
- 1995年 獨臂少年 飾 葉敏暉
- 1995年 原野 飾 仇虎
- 1996年機縁三萬呎
- 1998年 新人類年代記: 《不死鳥之迷》《愛在無盡蒼茫大地》《變天》 飾 鍾港生
- 1998年 長崎革命（客串）
- 1998年 新鐵達尼號之《很久很久以後》 飾 傑克
- 1999年 情書 飾 George
- 1999年 繩之於「髮」 飾 劉駿
- 1999年 寂寞的男人
- 2001年 龍爭虎鬥FUN安鏢局
- 2001年 乞嗤爸爸 飾 陶小明
- 2001年 愛才是力量 飾 方進一
- 2002年 日與夜 飾 胡國雄
- 2004年 Life Is Like A Dream

## 廣告
張學友自1980年代至今曾參與拍攝過大量商業及公益廣告。在1990年代，福特汽車，金利來服飾及人頭馬XO均在他代言后成功打開香港及台灣的銷售市場，亦有廣告學研究者在當時統計過他所代言歲所形成的效應。1997年，他與周潤發及梁朝偉為數碼通分別拍攝了三部不同題材的主題廣告，獲得成功；其中他演唱的主題曲《想和你去吹吹風》亦成為經典的廣告主題曲之一。
在他的演藝生涯中，亦參與了大量的公益廣告。因為正面的形象，他經常為政府部門進行活動宣傳，亦多次出席參與公益機構的廣告、主題曲及活動代言。

## 重要獎項

### 音樂獎項
- 1984年：第一屆全港十八區業餘歌唱比賽，在20,000多名參賽者中勇奪第一
- 1985年：獲香港電台十大中文金曲“最有前途新人獎——金獎”
- 1986年：第8屆台灣金嗓獎的最佳新人獎
- 1994年：美國Billboard頒獎典禮“最受歡迎亞洲藝人大獎”
- 1995年：世界音樂獎“全球最暢銷亞洲歌手”及“最高銷量華人歌手”
- 1996年：世界音樂獎“全球最暢銷亞洲歌手”及“最高銷量華人歌手”
- 1996年：1996年度十大勁歌金曲頒獎典禮：最受歡迎男歌星
- 1998年：獲得台灣金曲獎流行音樂類最佳國語男歌手獎－首位獲得此獎的非臺灣籍歌手
- 2001年：獲香港電台十大中文金曲最高榮譽“金針獎”
- 2006年：獲香港電影金像獎頒發「最佳電影主題曲獎」《如果·愛》[156]
- 2009年：獲得台灣金曲獎第一至第九屆全民票選最愛一首歌 第一名「吻別」及第三名 「祝福」
- 2012年：獲香港電台頒發「第三十五屆十大中文金曲─金曲35周年榮譽大獎」[157]
- 2013年：獲香港電影金像獎頒發「最佳電影主題曲獎」《定風波》[158]

### 香港電影金像獎
| 年份 | 頒獎典禮             | 獎項             | 電影                   | 角色／歌曲            | 結果 |
| ---- | -------------------- | ---------------- | ---------------------- | --------------------- | ---- |
| 1989 | 第8屆香港電影金像獎  | 最佳男配角       | 《旺角卡門》           | 烏蠅                  | 獲獎 |
| 1991 | 第10屆香港電影金像獎 | 最佳男主角       | 《喋血街頭》           | 輝仔                  | 提名 |
| 1991 | 第10屆香港電影金像獎 | 最佳男配角       | 《倩女幽魂II：人間道》 | 知秋一葉 （友情演出） | 提名 |
| 1991 | 第10屆香港電影金像獎 | 最佳男配角       | 《笑傲江湖》           | 歐陽全 （林平之）     | 提名 |
| 1992 | 第11屆香港電影金像獎 | 最佳男配角       | 《黃飛鴻》             | 牙擦蘇                | 提名 |
| 1995 | 第14屆香港電影金像獎 | 最佳男主角       | 《新邊緣人》           | 黐線力                | 提名 |
| 1995 | 第14屆香港電影金像獎 | 最佳原創電影歌曲 | 《非常偵探》           | 《當愛變成習慣》      | 提名 |
| 2002 | 第21屆香港電影金像獎 | 最佳男主角       | 《男人四十》           | 林耀國                | 提名 |
| 2004 | 第23屆香港電影金像獎 | 最佳男主角       | 《金雞2》              | 馮仁坤                | 提名 |
| 2006 | 第25屆香港電影金像獎 | 最佳原創電影歌曲 | 《如果·愛》            | 《如果·愛》           | 獲獎 |
| 2011 | 第30屆香港電影金像獎 | 最佳男主角       | 《月滿軒尼詩》         | 蔣覺來                | 提名 |
| 2013 | 第32屆香港電影金像獎 | 最佳原創電影歌曲 | 《大上海》             | 《定風波》            | 獲獎 |
| 2016 | 第35屆香港電影金像獎 | 最佳男主角       | 《暗色天堂》           | 杜天明                | 提名 |

### 金馬獎
| 年份 | 頒獎典禮     | 獎項       | 電影         | 角色                | 結果 |
| ---- | ------------ | ---------- | ------------ | ------------------- | ---- |
| 1990 | 第27屆金馬獎 | 最佳男配角 | 《笑傲江湖》 | 歐陽全 （林平之）   | 獲獎 |
| 1995 | 第31屆金馬獎 | 最佳男配角 | 《鼠膽龍威》 | 龍威                | 提名 |
| 2004 | 第41屆金馬獎 | 最佳男主角 | 《金雞2》    | 馮仁坤 （客串演出） | 提名 |
| 2016 | 第53屆金馬獎 | 最佳男主角 | 《暗色天堂》 | 杜天明              | 提名 |

### 印度國際電影節
| 年份 | 頒獎典禮             | 獎項       | 電影         | 角色   | 結果 |
| ---- | -------------------- | ---------- | ------------ | ------ | ---- |
| 2002 | 2002年印度國際電影節 | 最佳男主角 | 《男人四十》 | 林耀國 | 獲獎 |

### 東京國際電影節
| 年份 | 頒獎典禮             | 獎項       | 電影         | 角色   | 結果 |
| ---- | -------------------- | ---------- | ------------ | ------ | ---- |
| 2002 | 2002年東京國際電影節 | 最佳男主角 | 《男人四十》 | 林耀國 | 提名 |

### 香港電影金紫荊獎
| 年份 | 頒獎典禮              | 獎項                        | 電影      | 角色                | 結果 |
| ---- | --------------------- | --------------------------- | --------- | ------------------- | ---- |
| 2004 | 第9屆香港電影金紫荊獎 | 最佳男主角                  | 《金雞2》 | 馮仁坤 （客串演出） | 提名 |
| 2004 | 第9屆香港電影金紫荊獎 | 最敬業演員大獎 （特別表彰） | 《金雞2》 | 馮仁坤 （客串演出） | 獲獎 |

### 明報週刊演藝動力大獎
| 年份 | 頒獎典禮                 | 獎項             | 電影      | 角色                | 結果 |
| ---- | ------------------------ | ---------------- | --------- | ------------------- | ---- |
| 2004 | 《明報週刊》演藝動力大獎 | 最突出電影男演員 | 《金雞2》 | 馮仁坤 （客串演出） | 獲獎 |

### 其他榮譽
- 1998年：獲選為「香港十大傑出青年」
- 1999年：獲選為「世界十大傑出青年」　首位獲得此獎的歌手

## 派台歌曲成績
該成績表單顯示出自1985年開始後張學友部份在香港派台歌曲的成績，其中不包括中國本土、星馬、臺灣等地的成績。另外自2009年年尾至2013年年尾，由於HKRIA版權風波，張學友的派台歌曲未能出現在TVB勁歌榜中。
因為叱吒樂壇流行榜於1988年3月正式開榜，故1988年3月前只有兩台冠軍歌曲。而在此之後直到1994年新城電台開始設立音樂流行榜，故1994年前只有三台冠台歌曲。
關於張學友派台歌曲的詳細內容，請參看條目：張學友派台歌曲成績列表
| 各台冠軍歌總數（1985年至今） | 各台冠軍歌總數（1985年至今） | 各台冠軍歌總數（1985年至今） | 各台冠軍歌總數（1985年至今） | 各台冠軍歌總數（1985年至今）                                  |
| ---------------------------- | ---------------------------- | ---------------------------- | ---------------------------- | ------------------------------------------------------------- |
| 903                          | RTHK                         | 997                          | TVB                          | 備註（兩台冠軍歌曲為1988年3月以前；三台冠軍歌曲為1994年以前） |
| 58                           | 70                           | 30                           | 69                           | 四台冠軍歌總數: 23 三台冠軍歌總數：13 兩台冠軍歌總數：4       |
| 95                           | 75                           | 33                           | 77                           | 冠軍週數                                                      |

## 個人紀錄
- 張學友舉行的《A CLASSIC TOUR 學友.經典世界巡迴演唱會》刷新了個人締造的世界紀錄(此次巡演無申請金氏紀錄),巡演97個城市共舉辦233場演唱會，其中張學友於澳洲巡演，當時在雪梨The Qudos Bank Arena Olympic Park的演唱會，以總票房232萬美金的驚人成績，一舉登上美國告示牌（Billboard）當週全球演唱會票房的排行榜冠軍，成為該排行榜首位拿下冠軍的華語歌手。
- 張學友舉行的《張學友1/2世紀世界巡迴演唱會》在2010年12月30日至2011年12月29日期間巡迴演出，現場觀眾總數達到2,048,553人，根據健力士世界紀錄規則的要求，他締造了12個月內巡演現場觀眾人數最多的健力士世界紀錄。[56]同年，他亦以170,050,000元的收入被福布斯中國評選為年度收入最高的名人。[159]
- 2010年12月-2012年5月：他共舉辦146場世界巡迴演唱會－學友1/2世紀世界巡迴演唱會，再次突破了原本由他自己保持的亞洲歌手舉辦場次的世界記錄*
- 2007年3月-2008年2月：他共舉辦105場世界巡迴演唱會－學友光年世界巡迴演唱會，再次突破了原本由他自己保持的亞洲歌手舉辦場次的世界記錄。據一些媒體報道2007年他的75場的演唱會收入就多達300,000,000元港幣。[160]
- 1995年：在1995年年初－1996年年初共舉辦了100場世界巡迴演唱會，平均3天多一場，總觀眾人數達200萬人次，創造了亞洲歌手舉辦演唱會場次的紀錄，並被健力士世界紀錄認可。
- 1994年：在新加坡舉辦個人演唱會，售價高達450.00新加坡元，創造了華人歌手演唱會票價的記錄。
- 1997年：在香港紅磡體育館舉行的音樂劇《雪狼湖》連續不間斷的上演42場，至今保持香港演出場次紀錄。
- 1993年：發行國語專輯《吻別》，是在1993年至1999年之間臺灣不完全統計的唱片銷量的第二名，僅次於張張惠妹的《Bad Boy》。[161]
- 1993年：發行國語專輯《吻別》，至今保持新加坡唱片銷量最高記錄（當年就超過60萬張）。
- 1995年：發行國語專輯《真愛新曲＋精選》至今保持在中國大陸地區的唱片銷量記錄。
- 張學友專輯累計銷量超過4000萬張（而不是唱片連年累計銷量, 沒有官方數據考證）。